# جائزة اليابان الكبرى للدراجات النارية 1987
جائزة اليابان الكبرى للدراجات النارية 1987 هو سباق دراجات نارية أقيم بتاريخ 1987 في حلبة سوزوكا. كان الجولة الأولى من أصل 15 في سباق الجائزة الكبرى للدراجات النارية موسم 1987. فاز الأمريكي راندي مامولا بفئة 500 سي سي بينما جاء الأسترالي واين غاردنر في المركز الثاني.

## وصلات خارجية
- الموقع الرسمي